# 토미카 하이퍼 시리즈
토미카 하이퍼 시리즈(일본어: トミカハイパーシリーズ)는 다카라토미(구 : 토미)에서 2005년 이후 발매되고 있던 토미카 정경 완구 시리즈의 명칭이다. 당초 명칭은 토미카 하이퍼 레스큐 시리즈였지만, 2007년 하이퍼 블루 폴리스가 발매되었을 때 토미카 하이퍼 시리즈로 변경되었다.

## 개요
대형 승합차에 의한 상품 사고로 시리즈를 종료했던 「매그넘 레스큐 시리즈」의 설정을 일신하고, 그 뒤를 잇는 형태로 발매되었다. 토미카와 프라키즈를 중심으로 그에 연동되는 대형 기지와 대형 차량의 플레이셋을 가리킨다. 붉은색을 기조로 한 하이퍼 레스큐, 푸른색을 기조로 한 하이퍼 블루폴리스, 노란색을 기조로 한 하이퍼빌더, 초록색을 기조로 한 하이퍼그린레인저 등 4개 팀이 출시되었으며 스토리에서는 공동작전을 펼치기도 한다. 또한 전작 「매그넘 레스큐」와 달리 악역의 설정은 없었지만, 2012년에 등장한 하이퍼 빌더 시리즈부터 등장하고 있다.
동시리즈는 2010년 이후 구미 시장에서도 전개되고 있어 현지에서는 「TOMICA Hyper City Rescue」의 명칭으로 발매되고 있다. 상품 디자인은 국내판과 거의 동일하나, "하이퍼 레스큐", "하이퍼 블루폴리스", "하이퍼 가디언"도 합쳐 같은 하나의 조직으로 이루어져 있으며 엠블럼이나 로고, 차량 등에 약간의 차이가 있다. 이쪽은 2013년에 휴지가 되었다.
차량은 당초 레귤러 모델의 리페인트품이었지만, 「그린 레인저」시리즈부터는 프라키즈를 태울 수 있는 오리지날 디자인의 차량이 등장. 2014년부터는 대형 차량에 장착하면 차종에 따른 소리가 나는 사운드 링크 장비로 리뉴얼이 시작됐다. 이 사운드링크 장비 토미카는 하이퍼 시리즈 외에도 토미카 박람회 입장 기념모델로도 등장하고 있다. 또, NEXT STAGE 이후의 차종은 오리지널 디자인으로 되어 있어, 더 이상 레귤러 토미카 베이스의 차종은 등장하지 않게 되었다.
이 중 '하이퍼 레스큐'는 TV 애니메이션화가 결정되어 '토미카 하이퍼 레스큐 드라이브 헤드 기동구급경찰'(토미카 하이퍼 레스큐 드라이브헤드 기구경위)의 제목으로 2017년 4월부터 TBS 계열의 애니메이션 새터데이 630 제2부에서 방송되었다. 본 항에서는 이에 대해서도 편의상 기술한다.
2019년 6월부터 하이퍼 레스큐 액티브 체인저 시리즈가 출시되었다. 자석을 사용하여 AC 스팟에 올려놓은 순간 액티브 체인지 할 수 있는 '액티브 체인지' 장비로 리뉴얼이 시작되었다. 본 항에 대해서는 지금까지의 하이퍼 시리즈와는 다른 항목으로 기술한다.

## 토미카 하이퍼 시리즈 목록

### 제0세대 (2005~2006)
- 2005년 사운드본부, 페리보트,

빅 캐리어 카, 훈련 센터 발매 개시.
이때 명칭은 [토미카 하이퍼 구조 시리즈]

### 제1세대 (2006~2009)
- 2006년, 대형 특수 차량, 소형 특수 차량 탄생. 하이퍼 레스큐 1호 초기형, 하이퍼 레스큐 2호 초기형, 긴급 지령 기지, 소형 특수 차량 발매.
- 2007년, 하이퍼레스큐 3호 초기형 발매. 그 후 토미카 하이퍼 블루 폴리스에서 소닉 러너, 폴리스 스테이션, 소형 특수 차량, 가을에는 가드 러너 발매.이 때 명칭이 「토미카 하이퍼 시리즈」가 된다.
- 2008년, 미니 컨테이너 탑재 중형 특수 차량 발매. 하이퍼 레스큐보다 하이퍼 앰뷸런스가 등장. 또한 프라레일 하이퍼 시리즈가 등장.
- 2009년, 매그넘 패트레일러와 같은 대형 하이퍼 레스큐, 하이퍼 블루 폴리스 공동 개발의 '하이퍼 그랜너' 발매.

### 제2세대 (2009~2013)
- 2009년, 가을에 하이퍼레스큐 1호 2형과 하이퍼레스큐 2호 2형이 발매되어 신생 하이퍼 시리즈가 스타트.
- 2010년, 토미카 40주년을 맞이한다. 하이퍼 블루 폴리스에서는 슈퍼 소닉 러너, 가을에는 캐리어 러너가 발매.
- 2011년, 하이퍼레스큐 3호 2형 발매. 또, 하이퍼 구조큐 긴급 지령 타워 기지 발매. 이 해 하이퍼 구조에 대장이 탄생한다.
- 2012년, 하이퍼빌더 탄생. 하이퍼빌더 1, 2호와 하이퍼 블루 폴리스 스톰러너, 그리고 3팀 공동개발 X러너가 발매된다. 또한, 프라레일 하이퍼 시리즈라고도 할 수 있는 [토미카 하이퍼 팀] 프라레일 부대'가 탄생.
- 2013년, 하이퍼그린 레인저 탄생. 레인저 탠서, 레인저 자이로, 레인저 트레일러 발매.「토미카 프라레일 영화제」개봉 직후에는, 극장판의 레인저 탱서, 레인저 자이로가 발매되었다. 또, 제1세대부터 계속 된 시리즈가 완결.

### 제3세대 (2014~2015)
- 2014년, 신 하이퍼 구조 시리즈 발매. 하이퍼 레스큐 0, 파워드 드릴, 파워드 레스큐차, 파워 소방차, 그레이트 앰뷸런스, 사운드 링크 토미카 출시
- 2015년, 신 하이퍼 블루 폴리스 시리즈 발매. 소닉 애로우, 소닉 브레이커, 사운드 링크 토미카 출시. 이때 최초로 대형특수차량의 변형이 가능함.

### 제4세대 (2016~2018)
- 2016년, 토미카 하이퍼 시리즈 10주년. 명칭을 '토미카 하이퍼 시리즈 NEXT STAGE'로 변경로보로 변형할 수 있는 차량을 출시한 것이 이 세대의 가장 큰 특징. 하이퍼 레스큐에서는, 로보 변형 가능한 화이트 호프, 레스큐 백 드래프트, 서포트 비클의 레스큐 헬리콥터, 파이어 트랙을 발매. 하이퍼 블루 폴리스에서는 소닉 인터셉터와 서포트 비클인 소닉 제트를 발매. 하이퍼 빌더부터는 퍼펙트빌더 (토이저러스 한정). 서포트 비클의 하이퍼 불도저와 하이퍼 전기톱을 발매. 또, 토미카 하이퍼 특별 기동대로 불리는 신팀에서는 소닉 인터셉터 맥스, 서포트 비클인 소닉 도베르만 존, 소닉 제트 이글을 발매.
- 2017년 '토미카 하이퍼 레스큐 드라이브 헤드' 방송 시작.
- 2018년 <드라이브헤드 2018> 방송. 또 같은 해에 영화가 개봉된다.

### 제5세대 (2019~2020)
- 하이퍼 레스큐 액티브 체인저 시리즈가 발매되었다. 자석을 사용해 순간 변형을 하는 구조다. 하이퍼레스큐 1호와 하이퍼레스큐 2호, 액티브체인저 6대가 출시됐다.

## 하이퍼 레스큐 제0세대
토미카 타운을 재해로부터 보호하기 위해 특수 훈련을 쌓은 전문가로 구성된 구조 팀.
제0세대 2005년~2006년

### 대원
요즘은 사운드본부에 플라키즈가 있었지만 이름이 붙은 대원은 없었다.

### 특수차량
빅 캐리어 카
* 길이 30.6m, 전폭 7.3m, 전높이 7.3m, 차량중량 200t, 최고속도 120km/h
캐리어 카. 한번에 14대의 긴급차량을 운반할 수 있다. 2007년 수송한 Z나이트 에너지에 조종돼 폭주하며 소닉 러너를 노렸으나 합체된 하이퍼 구조 트럭에 방해를 받아 정신을 차렸다.
페리보트
소방정 사양의 페리 보트. 토미카 12대 수납 가능.
소형 특수차량
「하이퍼 레스큐 사운드 본부」에 부속되어 있던 명칭불명의 헬리콥터(기종은 AS365)가 존재한다.

### 기지·본부
하이퍼 구조대 훈련 센터
하이퍼 구조 훈련 센터파노라마 백 시리즈의 리데코 제품이라 실제로 훈련시설에 필요한 시설은 아무것도 없는 그냥 입체주차장이다. 또, 의자나 버킷등의 플라키즈와의 연동 설비도 없다.
하이퍼레스큐 사운드본부
하이퍼 구조 본부에서 각종 긴급 차량을 출동시키기도 한다. 대규모 재해의 경우 긴급사령기지에 연락하여 대형 특수차량의 출동을 요청한다또 대원 훈련을 위한 로프 등의 시설도 있다.

## 하이퍼 레스큐 제1세대
토미카 타운을 재해로부터 보호하기 위해 특수 훈련을 쌓은 전문가로 구성된 구조 팀.
1세대 2006년~2009년

### 대원
쇼대원
하이퍼 레스큐의 주인공. 우치다 대장이 등장하기까지는 대장적 존재였다.쇼 대원의 모델은 매그넘 구조 시리즈에 등장하던 쇼타이다. 토미카 프라레일 비디오 2007에서는 하이퍼 블루 폴리스와 대면했을 때 "너희들의 도움은 필요 없다!"고 하더니, 빅 캐리어 카의 폭주를 협력해 멈춘 것도 있고, 그 후는 서로 돕고 있는 관계이다. 제1세대에서는 하이퍼 레스큐 1호, 제2세대에서는 하이퍼 레스큐 1호 라형, 제3세대에서는 하이퍼 레스큐 0을 하고 있었다.
렌 대원
3세대에는 쇼대원의 절친한 친구로 등장하였다. 토미카 왕국 이야기 하이퍼레스큐편에서는 톳피군의 선생님으로서 톳피군을 지도하고 있었다.이것에 대해서는, 토미카 하이퍼 대모험에서 렌 대원이 등장했을 때에 공식이 발표하고 있다. 제1세대에서는 하이퍼 레스큐 2호, 제2세대에서는 하이퍼 레스큐 2호 라형, 제3세대에서는 파워리스 소방차를 운전하고, 또 제1·2세대 모두 하이퍼 앰뷸런스 운전도 하고 있었다. 특징적인 부분은 없지만 매우 상냥한 성격이다. 얼굴 모델은 매그넘 구조 시리즈의 케이스케.
타쿠미 대원
3세대에서는 대장적 존재였다. 하이퍼 구조 차량의 개발 담당으로, 정비 기구 등에 정통하다. 렌 대원과 마찬가지로 구급구명사 자격을 가지고 있다. 제1세대에서는 하이퍼 레스큐 2호의 서브 드라이버, 제2세대에서는 하이퍼 레스큐 2호의 서브 드라이버를 제3세대에서는 파워드 드릴, 그레이트 앰뷸런스를 운전하고 있었다. 제2세대까지는 DVD등의 영상으로 나오거나, 말하는 것이 적었다. 그래서 2세대까지는 수수께끼가 많은 대원들이었다. 얼굴 모델은 매그넘 구조 시리즈의 닥터 Q.
야시대원

### 특수차량

#### 대형특수차량
하이퍼 레스큐 1호
* 길이 16.9m, 전폭 5.9m, 전높이 8.1m, 차량중량 158t, 최고속도 180km/h
특수기동 공작차. 2호와 합체할 수 있다. 소대원이 조종하다.
하이퍼 레스큐 2호
- 길이 15.2m, 전폭 7.0m, 전높이 6.1m, 차량중량 122t, 최고속도 160km/h

특수 구호 지원 차량. 1호, 3호와 합체할 수 있다. 메인 드라이버는 렌 대원으로, 타쿠미 대원이 서브 드라이버를 맡는다.
하이퍼 레스큐 3호
* 길이 18.2m, 전체 폭 12.35m, 전체 높이 10.4m, 차량중량 210t, 최고속도 120km/h
특수 구출 공작차. 하이퍼 레스큐 1호, 2호와 결합시킬 수 있다. 메인 드라이버는 야시 대원으로, 타쿠미 대원이 서브 드라이버를 맡는다.
하이퍼 앰뷸런스
* 길이 29m, 전폭 5.9m, 전높이 8.6m, 차량중량 282t, 최고속도 160km/h
구급차. 미니 컨테이너가 탑재된 특수 구급차로 변형된다. 앰뷸러 I와 거대 메디컬 센터로 변형되는 앰뷸러 II로 분리한다. 렌 대원이 운전한다. 또, 「오사카시 소방국 세이버 미라이」에는 개량형의 퓨쳐·앰뷸런스가 등장하고 있다.

### 중형 특수차량
닥터 컨테이너 헬기
* 길이 15.6m, 전폭 3.9m, 총높이 8.45m, 차량중량 6.5t, 최고속도 300km/h
닥터 혜리. 토미카 1대 수납 가능.
컨테이너 사다리 소방차
* 길이 12m, 전체 폭 4.2m, 전체 높이 6.9m, 차량중량 80t, 최고속도 100km/h
사다리 소방차.
컨테이너 캐리어 크레인
* 길이 18.8m, 전폭 4.8m, 전높이 8.1m, 차량중량 150t, 최고속도 120km/h
크레인. 하이퍼블루폴리스 컨테이너 캐리어 카의 하이퍼 구조용

### 소형 특수차량
HR-01 기동순회차
전체길이 4.5m, 전체폭 1.8m, 전체높이 1.8m, 차량중량 2.2t, 최고속도 220km/h의 특수차량. 차종은 토요타 해리어.
HR-02 기동구급차
길이 4.9m, 전체 폭 1.8m, 전체 높이 2.2m, 차량 중량 2.1t, 최고 속도 200km/h의 구급차. 차종은 토요타 알파드.
HR-03 기동지원차
차종은 이스즈 GIGA 슈퍼 앰뷸런스.
HR-03 기동드래그삽
총길이 9.5m, 전폭 2.8m, 전높이 3.0m, 차량중량 19.5t, 최고속도 70km/h의 드래그삽. 차종은 코마츠 유압삽 PC200 갈레오
HR-04 기동사다리차
총길이 10.4m, 전폭 3.2m, 총높이 4.6m, 차량중량 22t, 최고속도 120km/h의 사다리차. 도장이 다른 것도 존재한다.
HR-05 기동구조 헬기
총길이 10.8m, 전폭 4.6m, 총높이 4.6m, 차량중량 4.1t, 최고속도 350km/h의 구조헬기. 도장이 다른 것도 존재한다.
HR-06 기동무인방수차
길이 3.7m, 전체 폭 1.8m, 전체 높이 1.9m, 차량 중량 1.3t, 최고 속도 60km/h의 로봇 살수차. 도장이 다른 것도 존재한다.
HR-07 기동구조 호버
길이 17m, 전체 폭 7.4m, 전체 높이 5.5m, 차량 중량 30t, 최고 속도 200km/h의 공기부양정. 차종은 미츠이조선 호버크래프트MV-PP5도장이 다른 것도 존재한다.
HR-08 기동 구급 헬기
총길이 10.8m, 전폭 4.6m, 총높이 4.6m, 차량중량 4.1t, 최고속도 350km/h의 구급헬기.
구급 공작차
차종은 구조공작차III형.
하이메딕 구급차
차종은 토요타 하이메딕.
구급차
차종은 스바루 임프레자.
산악 구급차
차종은 경장갑기동차.
차종은 닛산 쥬크.

### 기지·본부
하이퍼레스큐 긴급 사령 기지
하이퍼 구조 기지로서 본격적인 역할을 한다. 하이퍼 구조 1호, 2호나 하이퍼 블루 폴리스 스테이션, 고속도로 떠들썩한 드라이브와 연결 가능.

## 하이퍼 레스큐 제2세대
토미카 타운을 재해로부터 보호하기 위해 특수 훈련을 쌓은 전문가로 구성된 구조 팀.
제2세대 2009년~2013년

### 대원
쇼대원
하이퍼 레스큐의 주인공우치다 대장이 등장하기까지는 대장적 존재였다. 쇼 대원의 모델은, 매그넘 구조 시리즈에 등장하고 있던 쇼타이다. 토미카 프라레일 비디오 2007에서는 하이퍼 블루 폴리스와 대면했을 때 "너희들의 도움은 필요 없다!"고 하더니, 빅 캐리어 카의 폭주를 협력해 멈춘 것도 있고, 그 후는 서로 돕고 있는 관계이다. 제1세대에서는 하이퍼 레스큐 1호, 제2세대에서는 하이퍼 레스큐 1호 라형, 제3세대에서는 하이퍼레스큐 0을 하고 있었다.
렌 대원
제3세대에서는 쇼대원의 친한 친구로서 등장하고 있었다. 토미카 왕국 이야기 하이퍼 레스큐편에서는 톳피군의 선생님으로서 톳피군을 지도하고 있었다. 이것에 대해서는, 토미카 하이퍼 대모험에서 렌 대원이 등장했을 때에 공식이 발표하고 있다. 제1세대에서는 하이퍼 레스큐 2호, 제2세대에서는 하이퍼 레스큐 2호 라형, 제3세대에서는 파워리스 소방차를 운전하고, 또 제1·2세대 모두 하이퍼 앰뷸런스 운전도 하고 있었다. 특징적인 부분은 없지만 매우 상냥한 성격이다. 얼굴 모델은 매그넘 구조 시리즈 케이스케.
타쿠미 대원
제3세대에서는 대장적 존재였다. 하이퍼 구조 차량의 개발 담당으로, 정비 기구 등에 정통하다. 렌 대원과 마찬가지로 구급구명사 자격을 가지고 있다. 제1세대에서는 하이퍼 레스큐 2호의 서브 드라이버, 제2세대에서는 하이퍼 레스큐 2호의 서브 드라이버를 제3세대에서는 파워드 드릴, 그레이트 앰뷸런스를 운전하고 있었다. 제2세대까지는 DVD등의 영상으로 나오거나, 말하는 것이 적었다. 그래서 2세대까지는 수수께끼가 많은 대원들이었다. 얼굴 모델은 매그넘 구조 시리즈 닥터 Q.
야시 대원
우치다 대장
하야부사 대원
특수 차량
대형 특수 차량
하이퍼 레스큐 1호(II형)
- 총길이 18.6m, 전폭 5.8m, 전높이 8.6m, 차량중량 165t, 최고속도 190km/h

특수 기동 방수차하이퍼 구조1호를 파워업 시킨 차량으로 2호(II형), 3호와 합체할 수 있다. 소대원이 조종하다. 2011에서는 고탄소 박테리아 백신을 수용할 수 있다. 또, 「오사카시 소방국 세이버 미라이」에는 개량형의 퓨쳐·레스큐 1호가 등장하고 있다.
하이퍼 레스큐 2호(II형)
- 길이 16.0m, 전폭 7.4m, 전높이 9.0m, 차량중량 145t, 최고속도 160km/h

특수 기동 사다리차하이퍼 구조2호를 파워업 시킨 차량으로 1호(II형)와 합체할 수 있다. 메인 드라이버는 렌 대원으로, 타쿠미 대원이 서브 드라이버를 맡는다.
하이퍼 레스큐 3호(II형)
- 총길이 20.0m, 전폭 9.1m, 전높이 8.5m, 차량중량 200t, 최고속도 130km/h

특수 착암 공작차하이퍼 구조3호를 파워업시킨 차량으로 1호, 2호와 결합시킬 수 있다.야시 대원이 조종하다. 대형 착암 드릴 "하이퍼 드릴" 장비.
하이퍼 앰뷸런스
- 길이 29m, 전폭 5.9m, 전높이 8.6m, 차량중량 282t, 최고속도 160km/h

구급차. 미니 컨테이너가 탑재된 특수 구급차로 변형된다. 앰뷸러 I와 거대 메디컬 센터로 변형되는 앰뷸러 II로 분리한다. 렌 대원이 운전한다. 또, 「오사카시 소방국 세이버 미라이」에는 개량형의 퓨쳐·앰뷸런스가 등장하고 있다.

### 철도 차량
구조 라이너
- 전체 길이 약 28.6m, 전체 폭 약 2.6m, 전체 높이 약 3.3m(변형 후 약 4.1m), 차량 중량 약 151t, 최고속도 약 330.0km/h(변형 후 약 200.0km/h)

3량 편성의 특급 전차형 철도 차량(프라레일). 철도 노선을 사용해 재해 현장으로 향한다. 1량째는 거대 방수총을 전개한 형태로 변형이 가능. 또한, 3량째에는 토미카를 탑재할 수 있다. 주로 송골매 대원이 조종한다. 소형 특수 차량
HR-01 기동순회차II형
차종은 닛산·스카이라인 크로스오버.
HR-02 기동구급차
전체 길이 4.9m, 전체 폭 1.8m, 전체 높이 2.2m, 차량 중량 2.1t, 최고 속도 200km/h의 구급차. 차종은 토요타 알파드.
HR-03 기동 불도자
전체 길이 6.1m, 전체 폭 4.4m, 전체 높이 3.4m, 차량 중량 27.7t, 최고 속도 30km/h의 특수 차량. 차종은 코마츠 불도자 D85PX
HR-04 기동사다리차
길이 10.4m, 전폭 3.2m, 총높이 4.6m, 차량중량 22t, 최고속도 120km/h의 사다리차. 도장이 다른 것도 존재한다.
HR-05 기동구조 헬기
길이 10.8 m, 전폭 4.6 m, 전고 4.6 m, 차량 중량 4.1 t, 최고 속도 350 km/h의 구조 헬리콥터. 도장이 다른 것도 존재한다.
HR-06 기동무인방수차
전체 길이 3.7m, 전체폭1.8m, 전체 높이 1.9m, 차량 중량 1.3t, 최고 속도 60km/h의 로봇방수차. 도장이 다른물건도 있다.
HR-07 기동구급지원차
전체 길이 4.3m, 전체 폭 1.8m, 전체 높이 1.8m, 차량 중량 1.4t, 최고 속도 210km/h의 소형 특수 차량. 차종은 미쓰비시·RVR.
HR-08 기동구급헬기
길이 10.8m, 전폭 4.6m, 전고 4.6m, 차량중량 4.1t, 최고속도 350km/h의 구급헬기. 양산형 소형 특수차량
구급 공작차
차종은 구조공작차 III형.
하이메딕 구급차
차종은 토요타·하이메딕.
구급 지령차
차종은 스바루 임프레자.
산악 구급차
차종은 경장갑 기동차.
기동 지휘차
차종은 스바루 임프레자 WRX STI 4door.
기동 내열 구조차
차종은 경장갑 기동차.
기동 구급 지원차
차종은 닛산·쥬크.
기동 소방 헬리콥터
기종은 하이퍼 블루폴리스의 블루 팔콘.

### 기지·본부
하이퍼 레스큐 훈련 베이스
하이퍼 구조대원의 훈련기지소형 특수 차량 대기 베이스, 소형 특수 차량 급유 베이스의 2 상품과 조합하는 것에 의해서 「하이퍼 연결 본부」가 완성된다.
소형 특수차량 대기베이스
토미카 사이즈의 소형 차량을 8대 배치할 수 있다. 스티커의 선택에 따라 하이퍼 구조와 하이퍼 블루 폴리스 중 하나의 베이스가 된다. [토미카 타운 입체 주차 타임즈]의 리데코 제품.
소형 특수차량 급유 베이스
토미카 사이즈의 소형 차량용 보급 베이스. 스티커의 선택에 따라 하이퍼 구조와 하이퍼 블루 폴리스 중 하나의 베이스가 된다.
긴급 사령 타워 기지
하이퍼 구조의 초고층 타워 기지. 치료 센터, 급유 센터, 정비 센터가 있는 것 외, 제1, 제2 헬리포트도 있다. 하이퍼 구조1호(II형), 하이퍼 구조2호(II형), 하이퍼 구조3호(II형), 하이퍼 앰뷸런스 등 대형 특수차량도 배치할 수 있다. 2012 이후로는 미등장.

## 하이퍼 레스큐 제3세대
토미카 타운을 재해로부터 보호하기 위해 특수 훈련을 쌓은 전문가로 구성된 구조 팀.
3세대 2014년~2018년

### 대원
쇼대원
하이퍼 레스큐의 주인공. 우치다 대장이 등장하기까지는 대장적 존재였다. 쇼 대원의 모델은 매그넘 구조 시리즈에 등장했던 쇼타이다. 토미카 프라레일 비디오 2007에서는 하이퍼 블루 폴리스와 대면했을 때 "너희들의 도움은 필요 없다!"고 하더니, 빅 캐리어 카의 폭주를 협력해 멈춘 것도 있고, 그 후는 서로 돕고 있는 관계이다. 제1세대에서는 하이퍼 레스큐 1호, 제2세대에서는 하이퍼 레스큐 1호 라형, 제3세대에서는 하이퍼 레스큐 0을 하고 있었다.
렌 대원
3세대에는 쇼대원의 절친한 친구로 등장하였다. 토미카 왕국 이야기 하이퍼 레스큐편에서는 톳피군의 선생님으로서 톳피군을 지도하고 있었다. 이것에 대해서는, 토미카 하이퍼 대모험에서 렌 대원이 등장했을 때에 공식이 발표하고 있다. 제1세대에서는 하이퍼 레스큐 2호, 제2세대에서는 하이퍼 레스큐 2호 라형, 제3세대에서는 파워레스큐차·그레이트 앰뷸런스를 운전하고, 또 1, 2세대 모두 하이퍼 앰뷸런스 운전도 하고 있었다. 특징적인 부분은 없지만 매우 상냥한 성격이다. 얼굴 모델은 매그넘 구조 시리즈의 케이스케.
타쿠미 대원
3세대에서는 대장적 존재였다. 하이퍼 구조 차량의 개발 담당으로, 정비 기구 등에 정통하다. 렌 대원과 마찬가지로 구급구명사 자격을 가지고 있다.제1세대에서는 하이퍼 레스큐 2호의 서브 드라이버, 제2세대에서는 하이퍼 레스큐 2호의 서브 드라이버를 제3세대에서는 파워드 소방차·파워드 드릴, 그레이트 앰뷸런스를 운전하고 있었다. 제2세대까지는 DVD등의 영상으로 나오거나, 말하는 것이 적었다. 그래서 2세대까지는 수수께끼가 많은 대원들이었다. 얼굴 모델은 매그넘 구조 시리즈의 닥터 Q.
배리
야시대원

### 특수차량
대형 특수 차량
사운드링크 시리즈
하이퍼레스큐 0
* 전체길이 약 21.5m, 전체폭 약 8.5m, 전체높이 약 7.8m, 총중량 약 227t, 최고속도 약 185km/h
대형 구조 차량내부에 2대의 토미카 탑재 가능 외, 기동 무인 구조 로봇을 탑재하고 있다. 파워 유닛 비이클과 합체할 수 있다.
그레이트 앰뷸런스
- 전체길이 약 24.7m, 전체폭 약 7.2m, 전체높이 약 8.1m, 총중량 약 292t, 최고속도 약 160km/h

대형 구급차. 헬리콥터로 변형되는 앰뷸러 I와 구급기지로 변형되는 앰뷸러 II로 분리됨.

### 중형 특수차량
파워 유닛 비클 01 파워드 구조차
- 전체 길이 약 13.6m, 전체 폭 약 8.1m, 전체 높이 8.5m(암 격납시), 총 중량 약 72t, 최고 속도 약 160km/h

대형 구조 차량. 체인 커터, 대형 구조 암을 장비하고 있으며, 내부에 1대의 토미카 탑재 가능.하이퍼레스큐0과 합체하는 것으로 하이퍼레스큐01이 된다.소대원이 조종하다.
파워 유닛 비클 02 파워드 소방차
- 전체길이 약 16.3m, 전체폭 약 6.8m, 전체높이 약 7.8m, 총중량 약 78t, 최고속도 약 160km/h

대형 소방차량롱래더, 롱 워터 건을 장비하고 있으며, 내부에 1대의 토미카 탑재 가능.하이퍼레스큐0와 합체하는 것으로 하이퍼레스큐02가 된다.렌 대원이 조종하다.
파워 유닛 비클 03 파워드 드릴
- 앞에 2개의 드릴을 갖추고 있으며 또한 내부에 토미카 탑재 가능.하이퍼레스큐0와 합체하는 것으로 하이퍼레스큐03이 된다.

#### 사운드 링크 토미카
HR-01 기동공작차
장애물을 철거하는 암이 부착된 공작 차량
HR-02 기동사다리차
2000년대와는 다른 사다리차.
HR-03 기동구조 헬기
기동구조 헬기와 동형이지만 사다리가 폐지되고 사운드링크를 추가한 헬기.
HR-04 기동조명차
대형 LED 패널을 탑재한 조명차.
HR-05 기동구급차
최첨단 긴급의료장치를 탑재한 구급차.
HR-06 기동공작 트럭
구조 기재나 대원을 운반하는 트럭.
HR-07 기동방수차

HR-08 기동공작삽

HR-09 기동블로어차

HR-10 기동수조차

HR-11 기동 크레인 차

HR-12 기동 불도저

HR-13 기동 살수 오토바이

HR-14 기동공작 오토바이

## 하이퍼 블루 폴리스 1세대
토미카 타운을 사고나 사건으로부터 보호하기 위해 전국의 경찰로 구성된 특수 폴리스 팀.
1세대 2007년~2010년

### 대원
카켈 대원
마모루 대원
전작 매그넘 구조에도 동명의 대원이 있지만 다른 캐릭터이다.
미사대원
츠바사 대원
아다치 대장
경찰견 존

### 특수차량

#### 대형특수차량
소닉러너
- 길이 17.4m, 전체 폭 8.3m, 전체 높이 6.8m, 차량 중량 96t, 최고 시속 400km/h

2007년에 탄생한 대형 순찰차. 카켈 대원이 운전한다.리어윙에는 흰색 오토바이를 격납할 수 있고 파워윙에도 토미카를 격납할 수 있다.
가드 러너
- 길이 18.2m, 전체 폭 7.5m, 전체 높이 7.2m, 차량 중량 180t, 최고 속도 160km/h

장갑차. 모든 충격에 견딜 수 있는 대형 차량. 마모루 대원이 운전하다.
중형 특수차량
컨테이너 캐리어 카
- 길이 18.8m, 전폭 4.8m, 전높이 8.1m, 차량중량 160t, 최고속도 120km/h

컨테이너 캐리어.
컨테이너 폴리스 호버
- 길이 14m, 전폭 7m, 전고 6m, 차량중량 50t, 최고속도 80km/h

호버크래프트.조종사는 수상오토바이로 이탈해 선체 밑면에 구조고무보트를 격납하고 있다.
컨테이너 폴리스 헬리콥터
- 길이 15.6m, 전체 폭 7.5m, 전체 높이 8.45m, 차량 중량 7t, 최고 속도 280km/h

헬리콥터미니 컨테이너를 한 번에 2기 공수할 수 있으며, 토미카도 2대 탑재 가능하다.하이퍼 구조의 닥터 컨테이너 헬기의 하이퍼 블루 폴리스용.

#### 소형 특수차량
HBP-01 블루 피닉스
전체 길이 4.2m, 전체 폭 1.8m, 전체 높이 1.1m, 차량 중량 1.2t, 최고 속도 320km/h의 가속을 가진 경찰차. 차종은 토요타 EX-7. 카켈 대원 또는 마모루 대원이 운전한다.
HBP-02 블루허스키
총길이 9.6m, 전폭 2.9m, 전고 4.2m, 차량중량 19t, 최고속도 160km/h의 특수장갑차. 차종은 도큐화학소방차. 미사 대원이 운전하다.
HBP-03 블루랫트
전체 길이 3.2m, 전체 폭 1.3m, 전체 높이 1.6m, 차량 중량 1.0t, 최고 시속 240km/h의 소형 순찰차. 차종은 스바루 R1.아다치 대장이 운전하다. 토미카 하이퍼 대모험! 에서는 마모루 대원이 운전한다.
HBP-04 블루팔콘
총길이 10.8m, 전폭 4.0m, 총높이 4.3m, 차량중량 3.8t, 최고속도 380km/h의 특수소형 헬리콥터. 츠바사 대원이 조종하다. 양산형인 기동제트헬기도 존재한다. 츠바사 대원이 조종하다.
HBP-05 블루가젤
길이 2.8m, 전체 폭 1.3m, 전체 높이 1.3m, 차량 중량 600kg, 최고 속도 280km/h의 트라이크. 하이브리드 시스템을 탑재하고 있다. 양산형인 기동오토바이도 존재한다.
HBP-06 블루 버팔로
총길이 7.8m, 전폭 30m, 총높이 34m, 차량중량 12t, 최고속도 180km/h의 특수정보처리차. 양산형인 기동정보처리차도 존재한다.
HBP-07 블루 클럽 러너
전체 길이 3.7m, 전체 폭 2.1m, 전체 높이 2.5m, 차량 중량 1.8t, 최고 속도 60km/h의 무인 로봇 차량. 기종은 마에다 제작소의 게 크레인. 양산형인 기동다각차도 존재한다.
HBP-08 블루토타스
총길이 4.1m, 전폭 2.2m, 전고 2.0m, 차량중량 40t, 최고속도 80km/h의 특수차량. 차종은 대원철공소의 스노우 타이거
이 외, 명칭 불명의 것으로서 소닉 러너에 부속되어 있던 오토바이와 가드 러너에 부속되어 있던 견인차가 존재한다.

### 기지·본부
하이퍼 블루 폴리스 스테이션
하이퍼 블루폴리스 기지에서 사건이 발생하면 긴급사령과 함께 소형차량이 출동한다. 하이퍼 구조 긴급 사령 기지, 고속도로 떠들썩한 드라이브와 연결 가능.

## 하이퍼 블루 폴리스 2세대
토미카 타운을 사고나 사건으로부터 보호하기 위해 전국의 경찰로 구성된 특수 폴리스 팀.
2세대 2010년~2014년

#### 대원
카켈 대원
마모루 대원
전작 매그넘 구조에도 동명의 대원이 있지만 다른 캐릭터이다.
미사대원
츠바사 대원
아다치 대장
경찰견 존
노조미 대원
하이퍼 가디언에도 동명의 인물이 있지만 다른 캐릭터이다.

특수차량
대형 특수 차량
슈퍼소닉러너
- 길이 17.8m, 전체 폭 7.5m, 전체 높이 5.5m, 차량 중량 90t, 최고 속도 420km/h

스피드를 자랑하는 대형 순찰차. 2009년에 탄생한, 소닉 러너를 파워 업 한 신형 차량. 카켈 대원이 운전한다.
커리어 러너
- 길이 26.7m, 전폭 8.8m, 전높이 9.1m, 차량중량 135t, 최고속도 170km/h

대형 캐리어 카. 캡 부분이 분리 「캐리어 스카이」라고 불리는 소형 VTOL이 된다. 메인 드라이버는 마모루 대원. 캐리어 스카이 조종사는 츠바사 대원이 담당한다.

스톰 러너
- 총길이 17.0m, 전폭 17.5m, 전높이 8.0m, 총중량 90t, 최고속도 마하3

고속 제트기스톰1과 스톰2로 분리되며 스톰1은 육해공 각각으로 변형되고 스톰2는 슈퍼소닉 러너와 합쳐진다.츠바사 대원이 조종하다.
카고점보
하이퍼 블루 폴리스 용 점보 제트. 토미카 3대 격납 가능. 일반 카고 점보 리데코 제품.

##### 철도차량
블루폴리스 라이너
전체 길이 약 28.6m(변형 후 약 30.2m), 전체 폭 약 2.6m(변형 후 약 4.6m), 전체 높이 약 3.3m(변형 후 약 3.7m), 차량 중량 약 120t, 최고속도 약 380.0km/h(변형 후 약 420.0km/h)
3량 편성의 신칸센형 철도 차량(프라레일). 철도노선 순찰을 임무로 하고 있다. 1량째는 비행등이 가능한 「초속 모드」로 변형 가능.포획용 윈치런처나 훈제런처를 장비하고 있는 것 외에, 3량째에 토미카 한 대를 탑재 가능. 주로 노조미 대원이 조종한다.

##### 소형 특수차량
HBP-01 블루 피닉스 II
차종은 닛산 페어레이디 Z Z34.
HBP-02 블루허스키II
총길이 8.4m, 전폭 2.5m, 전고 3.4m, 차량중량 7.1t, 최고속도 180km/h의 특수장갑차. 차종은 재해대책용구조차III형. 미사 대원이 운전하다.
HBP-03 블루랫II
전체 길이 3.4m, 전체 폭 1.5m, 전체 높이 1.2m, 차량 중량 0.8t, 최고 속도 250km/h의 고성능 소형 순찰차. 블루 래트를 파워업 한 차량. 차종은 다이하쓰 코펜. 아다치 대장이 운전하다. 렛츠고!토미카보이즈에서는 미사대원이 운전한다.
HBP-04 블루팔콘
총길이 10.8m, 전폭 4.0m, 총높이 4.3m, 차량중량 3.8t, 최고속도 380km/h의 특수소형 헬리콥터. 츠바사 대원이 조종하다. 양산형인 기동제트헬기도 존재한다.츠바사 대원이 조종하다.
HBP-05 블루가젤
길이 2.8m, 전체 폭 1.3m, 전체 높이 1.3m, 차량 중량 600kg, 최고 속도 280km/h의 트라이크. 하이브리드 시스템을 탑재하고 있다. 양산형인 기동오토바이도 존재한다.
HBP-06 블루 버팔로
총길이 7.8m, 전폭 30m, 총높이 34m, 차량중량 12t, 최고속도 180km/h의 특수정보처리차. 양산형인 기동정보처리차도 존재한다.
HBP-07 블루 클럽 러너
전체 길이 3.7m, 전체 폭 2.1m, 전체 높이 2.5m, 차량 중량 1.8t, 최고 속도 60km/h의 무인 로봇 차량. 기종은 마에다 제작소의 게 크레인. 양산형인 기동다각차도 존재한다.
HBP-08 블루팬서
총길이 5.0m, 전폭 1.8m, 전고 2.0m, 차량중량 1.8t, 최고속도 230km/h의 특수차량. 차종은 미쓰비시 트라이톤.
양산형 소형 특수차량
기동순찰차
차종은 미쓰비시 랜서 에볼루션
기지·본부
하이퍼 블루 폴리스 정비 베이스
하이퍼 블루 폴리스의 각 차량을 정비, 점검할 수 있는 기지. 소형 특수 차량 대기 베이스, 소형 특수 차량 급유 베이스의 2 상품과 조합하는 것에 의해서 「하이퍼 연결 본부」가 완성된다.
소형 특수차량 대기베이스
토미카 크기의 소형 차량 8대 배치 가능씰의 선택에 따라 하이퍼 블루 폴리스와 하이퍼 구조 중 하나의 베이스가 된다. [토미카 타운 입체 주차 타임즈]의 리데코 제품.
소형 특수차량 급유베이스
토미카 사이즈의 소형 차량용 보급 베이스. 씰의 선택에 따라 하이퍼 블루 폴리스와 하이퍼 구조 중 하나의 베이스가 된다.

## 하이퍼 블루 폴리스 3세대
토미카 타운을 사고나 사건으로부터 보호하기 위해 전국의 경찰로 구성된 특수 폴리스 팀.
3세대 2015년~2018년

#### 대원
카켈 대원
마모루 대원
전작 매그넘 구조에도 동명의 대원이 있지만 다른 캐릭터이다.
미사대원
경찰견 존
소라 대원

특수 차량
대형 특수 차량
사운드링크 시리즈
소닉애로우
- 전체길이 약 17.6m, 전체폭 약 7.5m, 전체높이 5.8m, 총중량 약 78.5t, 최고속도 시속 565km

스피드 타입의 대형 특수 차량. 소닉 브레이커와 합쳐 슈퍼 비클 폼 빅토리 소닉, 거대 로봇 폼 라이징 소닉이 된다.
소닉 브레이커
- 전체길이 약 17.5m, 전체폭 약 10.1m, 전체높이 6.5m, 총중량 약 95t, 최고속도 시속 270km

파워타입의 대형 특수차량. 소닉애로우와 합쳐 슈퍼비클폼 빅토리소닉, 거대 로봇폼 라이징소닉이 된다.

## 하이퍼빌더
토미카 타운의 "발전", "신도시 계획" 등을 건설 기술을 사용하여 지키기 위해 창단된 특별 팀.

#### 대원
리키 대원
켄 대원
미호대원
이시바시 대장
코다마 대원

#### 특수차량

##### 대형특수차량
하이퍼빌더 1호
- 전체길이 약 22.0m, 전체폭 약 6.5m, 전체높이 약 7.2m, 차량중량 약 1200t, 최고속도 약 80.0㎞/h

대형 특수 크레인 차. 신축 붐을 탑재해, 차량 내부에 소형 특수 차량 3대를 수납할 수 있다. 또 하이퍼빌더 2호를 비롯한 다른 대형 차량과 결합할 수도 있다. 리키 대원이 조종하다.
하이퍼빌더 2호
- 전체길이 약 16.0m, 전체폭 약 8.5m, 전체높이 약 11.0m, 차량중량 약 980t, 최고속도 약 80.0㎞/h

대형 특수 작업차. 거대한 굴삭기와 드릴 두개를 가지고 있다. 셔블 크롤러와 드릴 크롤러의 2량의 차량으로 분리가 가능한 것 외에 하이퍼 빌더 1호와 초합체 시스템인 하이퍼 사이드 조인트를 실시하는 것으로 그레이트 빌더로 변형할 수 있다. 켄 대원이 조종한다.

##### 철도차량
빌더라이너
- 전체길이 약 29.5m, 전체폭 약 2.6m(변형후 약 5.2m), 전체높이 약 3.3m, 차량중량 약 255t, 최고속도 약 210.0km/h(변형후 약 150.0km/h)

3량 편성의 디젤 기관차형 철도 차량(프라레일). 1량째에 장애물 파쇄용 거대 드릴을 장비하고 있다. 첫 번째 칸은 4개의 소형 드릴을 전개한 5연 드릴 모드로 변형 가능해 파괴력을 10배로 높일 수 있다. 3량째에 토미카 한 량 탑재 가능. 주로 코다마 대원이 조종한다.
파워드라이너
- 전체길이 약 55.5m(5량 연결시), 전체폭 약 2.6m(변형후 약 5.2m), 전체높이 약 3.3m, 차량중량 약 455t(5량 연결시), 최고속도 약 160.0km/h(변형후 약 230.0km/h)

5량 편성의 철도 차량(프라레일). 각 팀의 하이퍼 카고를 수송하다. 선두차는 제트모드로 자동 변형돼 두 번째 대차에서 분리돼 공중 자재를 운반한다. 분리된 대차에는 토미카 탑재도 가능. 하이퍼 카고는 각 팀의 라이너 및 대형 차량과 합체한다. 세 번째 로보암 카고는 건설모드로 자동 변형되면 자재 운반뿐만 아니라 건설작업도 한다. 네 번째 파이어 카고는 거대 살수총을 달았고, 다섯 번째 스피드 카고는 거대한 제트 엔진을 달았다.

##### 소형 특수차량
HB01 빌더 대시
길이 약 4.4m, 전체 폭 약 1.8m, 전체 높이 약 1.3m, 차량 중량 약 1.3t, 최고 속도 약 300㎞/h의 특수 지휘차. 차종은 마쓰다·RX-8. 리키 대원이 운전하다.
HB02 빌더커터
전체 길이 약 9.2m, 전체 폭 약 2.8m, 전체 높이 약 3.0m, 차량 무게 약 19.3t, 최고 속도 약 160㎞/h의 차량. 차종은 코마츠 휠식 유압삽PW200.초경도 하이퍼 토미카 메탈을 채용하고 있습니다. 켄 대원이 운전한다.
HB03 빌더덤프
전체 길이 약 13.5m, 전체 폭 약 8.0m, 전체 높이 약 6.8m, 차량 무게 약 170t, 최고 속도 약 75㎞/h의 덤프트럭. 차종은 히타치건기 리지드 덤프트럭 EH3500ACII. 미호대원이 운전한다.
HB04 빌더서치
길이 약 4.7m, 전체 폭 약 1.9m, 전체 높이 약 1.8m, 차량 중량 약 1.8t, 최고 속도 약 280㎞/h의 차량. 차종은 토요타 FJ 크루저. 주파력·정보능력이 뛰어나다. 이시바시 대장이 운전한다.
HB05 빌더암
전체 길이 약 8.0m, 전체 폭 약 2.3m, 전체 높이 약 2.8m, 차량 무게 약 17.8t, 최고 속도 약 60㎞/h의 차량. 차종은 히타치 건기 쌍완 작업기 아스타코. 2개의 암으로 정밀한 작업이 뛰어남.
양산형 소형 특수차량
기동 빌더 캐리어
차종은 이스즈 기가 덤프카

## 하이퍼 그린 레인저
토미카 타운의 에너지 위기를 구하기 위해 하이퍼 에너지를 찾는 에너지 탐사팀으로 창단되었다.

#### 대원
유우키
기보우
갓츠
- 닥터
하카세
몽키

#### 특수차량

##### 대형 탐사 비클
레인저 탠서
- 전체길이 약 19.2m, 전체폭 약 9.4m, 전체높이 약 8.1m, 차량중량 약 188t, 최고속도 약 150km/h

하이퍼그린 레인저 1호. 대형 8륜 탐사 비이클. 유우키가 운전한다소형 비이클 3대를 탑재할 수 있고, 강고한 장갑이나 작업 암, 헬리포트, 써클 커터등을 가지고 있어 측면의 에너지 팟에 하이퍼 에너지를 저장할 수 있다. 또 레인저 자이로와 합체해 하이퍼 레인저 탱크로 변형된다.
레인저 자이로
- 길이 약 20.4m, 전체 폭 약 18.8m, 전체 높이 약 8.1m, 차량 중량 약 48t, 최고 속도 약 555km/h

하이퍼 그린레인저 2호 대형 탐사헬기. 기보가 조종하다. 사이드 바이사이드 로터 방식를 채용하고 있어 기내에 소형 비클 1대를 탑재하고 있는 장비 2대 탑재 가능한 멀티 비클을 발사할 수 있다. 또한 레인저 탐서와 합체해서 하이퍼 레인저 탱크로 변형된다.
레인저 트레일러
- 전체길이 약 39.6m, 전체폭 약 9.5m, 전체높이 약 8.2m, 총중량 약 360t, 최고속도 약 130km/h

하이퍼그린 레인저 3호. 대형 트레일러. 레인저 버기와 레인저 트레일러로 분리한다. 레인저 트레일러에는 소형 탐사 비이클 6대와 레인저 탐서, 레인저 자이로, 레인저 탐사와 레인저 자이로가 합쳐진 하이퍼 레인저 탱크를 탑재할 수 있다. 레인저 버기는 탐사로보로 변형된다. 탐사로보의 복부에는 소형 탐사비클 1대 수납 가능.
레인저 페리
- 전체길이 약 24.0m, 전체폭 약 9.0m, 전체높이 약 8.0m, 차량중량 약 130t, 최고속도 약 30노트

수송 페리. 소형 탐사 비클 12대 탑재 가능. 전후부의 해치로부터 소형 탐사 비클을 발진 가능. 전부의 멀티 캐논으로부터 센서탄이나 넷탄등을 발사할 수 있다. 하이퍼 레스큐 페리보트의 리데코 제품.
중형 탐사 비이클
레인저 호버
- 전체길이 약 14.0m, 전체폭 약 7.0m, 전체높이 약 6.0m, 차량중량 약 50t, 최고속도 약 80km/h

탐사 호버. 조종석에서 수상 오토바이를 발진시킬 수 있다. 하이퍼 블루 폴리스 컨테이너 폴리스 호버의 리데코 제품.
HGR특수아머
소형 탐사 비클을 강화하는 부품으로 비클을 땅속 탐사 폼으로 만드는 드릴 아머와 공중 탐사 폼으로 만드는 스카이 아머가 있다.

##### 소형 탐사 비클
HGR01 하드포인터
전체 길이 약 3.3m, 전체 폭 약 1.6m, 전체 높이 약 1.6m, 차량 중량 약 0.5t, 최고 속도 약 270km/h의 오프로드 버기. 유키가 운전한다가혹한 환경에 대응하기 위해 강고한 장갑과 대경 타이어를 장착하고 있으며, 후부에 탑재한 마운트 어댑터로 에너지팟을 운반할 수 있다.
HGR02 와일드커터
전체 길이 약 2.9m, 전체 폭 약 1.0m, 전체 높이 약 1.6m, 차량 무게 약 0.115t, 최고 속도 약 290km/h의 오프로드 바이크. 기보가 운전하다. 후부에 탑재한 마운트 아답터로 에너지 포드의 운반을 할 수 있다.
HGR03 해머헤드
전체 길이 약 3.3m, 전체 폭 약 1.6m, 전체 높이 약 1.6m, 차량 중량 약 0.4t, 최고 속도 약 220km/h의 리버 스트라이크(3륜). 갓츠가 운전한다. 후부에 탑재한 마운트 아답터로 에너지 포드의 운반을 할 수 있다. 또한 뒷바퀴는 크롤러로 되어 있다.
HGR04 시그널 스캐너
길이 약 4.4m, 전체 폭 약 1.8m, 전체 높이 약 1.5m, 차량 무게 약 1.55t, 최고 속도 약 210km/h의 랠리 카. 닥터가 운전한다. 앞부분에 하이퍼스캐너를 탑재해 지형 및 기상상황을 스캔할 수 있다. 차종은 스바루 임프레자 WRX STi.
HGR05 시그널 서포터
전체 길이 약 4.4m, 전체 폭 약 2.0m, 전체 높이 약 1.9m, 차량 중량 약 4.5t, 최고 속도 약 160km/h의 고기동차. 하카세가 운전한다. 슈퍼컴퓨터를 탑재해 정보를 분석하거나 물자를 운반할 수 있다. 차종은 경장갑 기동차.
HGR06 경보 헬기
전체 길이 약 13.0m, 전체 폭 약 11.0m, 전체 높이 약 4.0m, 차량 중량 약 4.0t, 최고 속도 약 340km/h의 헬리콥터. 몽키가 조종한다. 장애물이 많은 지역에서도 자유롭게 날아다니며 에너지를 탐색할 수 있음. 기종은 BK177C-2.

## 하이퍼팀

##### 하이퍼레스큐 하이퍼블루폴리스 공용 대형 특수차량
하이퍼 그랜너
- 총길이 35.0m, 전폭 9.7m, 총높이 10.4m, 차량중량 555t, 최고속도 130km/h

거대 이동 기지 비이클. 하이퍼블루폴리스와 하이퍼구조 공동개발로 탄생하였다.노멀 폼, 긴급 폼, 기지 폼 3가지 폼으로 변형된다. 왼쪽이 하이퍼 블루 폴리스, 오른쪽이 하이퍼 구조의 기지다. 버튼 전지 사용에 의해, 사운드 기능, 파트 램프의 점등 기능등이 있지만, 보디 전개나 토미카의 발진 기능은 수동. 바디측벽을 좌우로 펼치거나 바디센터부에 토미카발진용 대슬로프등을 갖추는등 예전의 매그넘 파트레일러를 방불케하는 기능을 갖고있다.
하이퍼리스큐 하이퍼블루폴리스 하이퍼빌더 공용 대형 특수차량
X 러너
- 전체길이 약 24.1m, 전체폭 약 11.1m, 전체높이 약 10.1m, 차량중량 약 500t, 최고속도 약 130km/h

초대형 특수차량블루폴리스·레스큐·빌더 등 3팀이 공동 개발했다. 블루폴리스 제트기인 X-1(전체길이 약 10.7m, 전체폭 약 13.7m, 전체높이 약 5.9m, 차량중량 약 90t, 최고속도 약 마하 2.5), 구조 레이싱카형 소방차량인 X-2(전체길이 약 13.3m, 전체폭 약 10.4m, 전체폭 약 6.8m, 차량중량 약 160t, 최고속도 약 190km/h) 차량중량 약 10.3m의 전체길이 약 10.4m, 전체길이 약 10.4m의 전체길이 약 10.8m, 전체길이 약 10.8m, 전체길이 약 40km/h) 차량총길이 약 40km/h)또, 후부의 개틀링 드럼에 3량의 차량을 탑재할 수 있어 그것들을 연속 발사하는 것이 가능.
토요타 86
X 러너의 첫회 생산분에 부속된 토미카. 블루 폴리스·레스큐·빌더의 3팀의 도장이 되어 있다.
하이퍼 레스큐 하이퍼 블루 폴리스 공용 기지
토미카 하이퍼 시리즈 파킹 케이스
주차장의 사양 변경품, '하이퍼 레스큐'와 '하이퍼 블루 폴리스' 각각의 심볼 컬러에 따라 성형 색을 파랑과 빨강으로 가지런히 했으며, 팀 로고가 들어간 종이 보드를 상판으로 케이스 윗면에 올려놓아 기지에서 볼 수 있다. 슬로프 등도 포함되어 있다.
토미카 하이퍼타운 세트
토미카 타운의 규격에 맞춘 맵과 셔터가 달린 차고풍의 건물이 [하이퍼 구조]와 [하이퍼 블루 폴리스]용으로 각각 1개씩 포함되어 있는 플레이 세트.

## 머드 사이언티스트
Dr. 왈루다 (과거 매그넘 구조 시리즈에 등장한 왈루다와의 관계는 불명)
와루다코분

#### 머드 사이언티스트 차량
왈다모빌
- 전체길이 약 4.5m, 전체폭 약 2.0m, 전체높이 1.1m, 차량중량 약 15t, 최고속도 약 290㎞/h

스포츠카형의 수상한 차량. 주위의 색에 차체의 색을 맞추는 스텔스 기능(광학 미채)이 탑재되었다. 차종은 미쓰오카 오로치.
왈더스태거
시저 다지기

## 액티브 체인지 시리즈
토미카 하이퍼 시리즈의 최신 시리즈. 2019년 토미카 하이퍼레스큐 액티브 체인저가 출시됐고 유튜브에서는 넥스타GE와 같은 CG애니메이션으로 쇼트애니메이션 시리즈를 선보이고 있다.또, 제3세대까지 하이퍼 구조의 주인공이었던 쇼 대원은, 이번 주인공이 아닌 신주인공 료 대원의 선배로서 등장하고 있다.또, 베테랑 구조대원이기도 해, 슈퍼대원으로 승격. 또 지금까지 애니메이션 시리즈에 등장하지 않았던 얏시대원이 대장으로 소리내어 등장하고 있다.또, 이번 무대는 토미카 퓨처 시티로 불리는 하이테크의 거리이다.
액티브체인지란 토미카의 특수차량이 비행할 수 있는 모드로 바뀌거나 하이퍼 리스큐 1호의 경우 비행모드 외에 작전행동을 지휘할 수 있는 베이스모드로 바뀌는 것이다.
또 이번 작품은 비클이 액티브 체인지할 때 대원의 유니폼도 액티브 체인지해 구조 능력을 키울 수 있다.
플라키즈는 미출시.

### 대원
료 대원
이번 작품의 주인공. 신입대원 AC01 파이어젯을 운전한다열혈 대원으로 일단 행동을 일으키려는 대원. 그래서 쇼 대원에게 혼이 나기도 한다.
켄 대원
이번 작품의 두 번째 주인공. 신입대원. AC04 앰뷰콥터를 운전한다. 1, 2, 3세대 렌 대원의 역할을 수행한다. 료 대원과는 정반대의 성격으로 냉정한 판단을 한 후 행동에 옮기는 대원.
쇼대원
슈퍼 대원으로 활약하고 있으며 하이퍼 구조 1호의 운전을 하고 있다. 료 대원, 켄 대원의 교관적인 역할을 하고 있다. 옛날부터의 열혈인 성격도 있지만, 냉정한 면도 있다.
타쿠미 대원
하이퍼 구조 2호의 조종을 하고 있다. 쇼 대원과 마찬가지로 슈퍼 대원이며 동료이다. 3세대보다 더 젊고 발랄한 목소리가 됐다. 옛날부터의 냉정한 성격이 계속되고 있다.
야시 대장
애니메이션 시리즈에서는 미등장이었던 얏시 대원이 대장이 되어 재등장. 현장 상황을 전달하거나 작전을 세우고 있다.
카이토 대원
9월부터 홈페이지에 추가된 신인대원.

### 차량

#### 대형차량
하이퍼 레스큐 1호
재해지의 사령탑으로서 활약한다. 쇼대원의 짝꿍기각종 액티브 체인저와 연계해 최선의 방법으로 재해로부터 사람들을 보호한다. 액티브 체인저와 연계해 W 액티브 체인지를 가능하게 하고 파워업 할 수 있다. 카 모드에서는 300km/h로 이동할 수 있어 액티브 체인저를 탑재해 이동도 가능. 제트 모드에서는 초고속으로 현장으로 달려간다. 대규모 화재의 경우 공중에서 워터캐논으로 방수가 가능하다. 또, 액티브 체인저 4대를 탑재할 수 있게 된다.
하이퍼 레스큐 2호
타쿠미 대원의 짝꿍. 하이퍼 구조 1호와 함께 현장 사령탑으로서 활약. AC 스폿에 액티브 체인저가 타면 W 액티브 체인지를 실시한다. 응급스페셜기이며 응급시설도 만반의 태세를 갖추고 있다. 드릴 모드에서는 구급용뿐만 아니라 실제 현장

## 토미카 하이퍼 시리즈 V 시네마
토미카 프라레일 비디오등에서의 토미카 하이퍼 시리즈의 비디오에 대해 소개한다.
토미카 프라레일 비디오 2006
토미카 하이퍼레스큐를 T군과 라이짱이 소개.
토미카 프라레일 비디오 2007
토미카 하이퍼 시리즈 에피소드 0 수록
토미카 프라레일 비디오 2008
토미카 하이퍼 시리즈 자랑스러운 용사들을 수록.
토미카 프라레일 비디오 2009
토미카 하이퍼 시리즈 가자! 우리는 토미카 하이퍼 팀을 수록.
토미카 프라레일 비디오 2010
토미카 하이퍼 시리즈를 뉴스 방식으로 소개.
토미카 프라레일 비디오 2011
다가오는 박테리아에 하이퍼팀이 맞선다.
토미카 프라레일 비디오 2012
토미카 하이퍼 시리즈 토미카 타운 위기 일발을 수록.
토미카 프라레일 비디오 2013
토미카 하이퍼 그린레인저의 스토리와 토미카 하이퍼 시리즈 실험 로보너스를 멈춰라 수록.
토미카 스페셜 DVD 2014
토미카 타운 최대의 위기를 수록.이것이 2세대와 실사 애니메이션의 마지막이었다.
매직 라이선스 시리즈

## 미디어 전개
2016년에 탄생 10주년 기념 프로젝트의 일환으로서 미디어 전개를 스타트했다.

### 인터넷 전송 애니메이션
토미카 하이퍼 시리즈 NEXT STAGE
- 전달 시리즈로서 2016년 6월부터 동년 10월에 걸쳐, 타카라토미 유튜브 공식 어카운트로 전송했다.

### 텔레비전 애니메이션
「토미카 하이퍼 레스큐 드라이브 헤드 기동구급경찰」의 타이틀로, 텔레비전 시리즈가 2017년 4월 15일부터 12월 23일까지 TBS 계열 「애니메이션 새터데이 630」제 2부에서 방송. TBS에서는 전 프로그램 「카미와자·완다」에 계속되는 타카라토미 원작, 동사, 및 덴츠와의 공동 프로젝트에 의한 애니메이션 시리즈 제 2탄. 덧붙여 TBS가 단독으로 로봇 애니메이션을 제작하는 것은 「야마토 타케루」이래 22년 4개월만, 한편 마이니치 방송과 주부닛폰 방송(현:CBC TV)과의 공동 제작의 형태를 취한 「무적왕 트라이제논」이래 16년반만이며, 네트워크 세일즈 범위로서는 「UFO전사 다이아폴론」이래 40년반만이며, 다카라토미 발족전의 저연령층 전용 탈것. 토미카의 영상 작품으로서는, TV 아이치 제작·TV 도쿄계에서 방송의 특수 촬영 TV 드라마의 「토미카히어로 레스큐파이어」이래다.
본편의 마지막에는, 사사가와 유리(TBS 아나운서)의 진행에 의해, 완구나 다음 번 예고등을 소개하는 미니 코너가 설치된다. 덧붙여 사사가와도 본작에 아나운서역으로 성우로서 출연한다.
이전 프로그램과 달리 방송 시작과 함께 해당 프로그램의 장난감 등 관련 상품도 동시 발매되었다. 과거의 하이퍼 시리즈나 토미카 히어로 시리즈와 달리, 레귤러 토미카와 실차를 베이스로 한 차량은 뒤에서 서술하는 극장판 이외에는 등장하지 않는다(하이퍼 시리즈 오리지날 차종의 리데코품은 존재한다).
2018년 1월 20일부터는 토미카의 발매일에 해당하는 매월 셋째 주 토요일에 제2기 『토미카 하이퍼 레스큐 드라이브 헤드 기동구급경찰 2018』으로 인터넷 전송을 시작해 제작진에서는 나스다 준을 치프 프로듀서로 맞이해 제작위원회 멤버에 이온 엔터테인먼트가 가입했다. 오리지널 애니메이션 전송은 제7화까지로 종료되며, 제8화의 SP, 영화 분할 전송 후 2018년 12월 24일 전송된 드라이브헤드 정보국 최종회로 종료되었다.
2018년 8월 24일에는 극장판 애니메이션 <영화 드라이브 헤드~토미카 하이퍼 레스큐 기동구급경찰>이 개봉. 극장판은 닛산 자동차가 제작 협력하고 있으며 시리즈 최초의 실차로 닛산 GT-R이 등장했다.

#### 스토리
시간은 가까운 미래. 각종 사고와 재해, 나아가 인간형 중장비인 워커 비클의 범죄에 맞서기 위해 기동구급경찰에서는 차량에서 워커 비클로 변형되는 드라이브 헤드가 개발됐다. 드라이브헤드 개발자의 아들 구루마다 고우는 드라이브헤드 01 소닉 인터셉터의 조종적성을 발견받아 역시 선정된 초등학생 운전자들과 함께 사고와 재난에 과감히 맞서 나간다.

#### 등장인물

##### 팀 드라이브 헤드
쿠루마다 고우(車田 ゴウ) / 차고우
성우 - 후지와라 나츠미 (일본어판) / 문남숙 (한국어판)
본작의 주인공인 소년. 드라이브헤드를 연구한 할아버지와 개발자인 아버지를 두었다. 1인칭은 나로 소닉 인터셉터를 조종한다.항상 긍정적이고 긍정적입니다. 기본적으로 경박하고 마이페이스인 점도 있지만, 사람을 따르고 미워할 수 없는 성격의 소유자. 본 광경을 순식간에 자신의 눈에 새기는 영상 기억 능력이 뛰어나고, 그 능력을 살려 재해 구조나 사건 해결에 도움이 되는 일도. 대원이라는 사실은 비밀에 부쳐져 있고 친구들에게도 밝히는 것은 금지돼 있지만 자신은 그에 불만을 품고 있다. 특히 같은 반 친구인 하루노 카스미는 소닉 인터셉터에서 열렬한 팬이 되고 있지만 그것이 자신이라는 사실을 밝히지 못하는 것에도 상당한 불만을 품고 늘 고개를 숙일 때가 많다. 하지만 애견 액셀 건으로부터 그녀로부터 자신은 드라이브 헤드와 관련을 가지고 있는 것은 아닌가 의심받고 있는 것 같다. 카레라이스 좋아하는 거
야구라 타이가(矢倉 タイガ) / 맹용호
성우 - 코쿠류 사치 (일본어판) / 임윤선 (한국어판)
고우의 라이벌1인칭은 「나」로 구조백 드래프트를 조종하는 소년. 스포츠 만능으로 게다가 성적 우수. 과묵하고 고우들과는 별로 이야기하지 않았지만, 날이 갈수록 친구 관계로까지 발전해, 좋은 파트너라고 하는 느낌이 되어 있다. 피아노도 능숙하게 연주하는 쿨한 미남으로, 학교에서는 여학생들의 동경의 대상. 기동구급경찰의 사이온지 사령의 조카에 해당한다.
이시노 진(石野 ジン) / 이진하
성우 - 신도 케이 (일본어판) / 김새해 (한국어판)
후술하는 미코토의 쌍둥이 동생으로 고지식한 성격의 소년. 1인칭은 나로 소극적인 면도 있지만 온화하고 싸움을 전혀 좋아하지 않는 팀내의 정리역. 언니와 교대로 화이트호프를 조종하다. 또 누나와 마찬가지로 해외에서 의료활동을 하시는 부모님의 영향을 많이 받고 있다.
이시노 미코토(石野 ミコト) / 이명하
성우 - 미사와 사치카 (일본어판) / 박신희 (한국어판)
앞서 말한 진의 쌍둥이 누나. 1인칭은 '나'. 천진난만하고 여자력이 높지만 실은 마이 페이스적인 성격이며, 여학생에게 인기있는 아이돌적인 존재. 남동생과 교대로 화이트호프를 조종하는 소녀. 또한 남동생과 마찬가지로 계산능력이 뛰어나고, 현장에서의 판단력은 매우 우수. 팬케이크를 좋아하는 것.

##### 기동 구급 경찰 관계자
쿠루마다 죠(車田 ジョー) / 차준수 기술부장
성우 - 하마다 겐지 (일본어판) / 최낙윤 (한국어판)
고우의 아버지이자 기술부장. 일인칭은 '나'로 지금은 돌아가신 자신의 아버지인 타로 박사가 남긴 드라이브 헤드 연구를 이어받아 사이엔지 사령과 함께 드라이브 헤드를 완성했다. 하지만 테스트 드라이버로 몇 번 테스트해도 생각한 것과 같은 결과를 남기지 못해 개발은 난항을 겪으며 골머리를 앓는 나날이었다. 카리 유수박사와는 인연을 맺으면서도 그에게 깊은 유한을 품고 있다. 매년 산속까지 점검 방류를 갈 정도의 댐 마니아.
사이온지 타카히토(西園寺 貴仁) / 서원진 사령관
성우 - 마츠다 켄이치로 (일본어판) / 안효민 (한국어판) 기동 구급 경찰 사령 타이가 외삼촌
무나카타 아리사(宗像 亜里沙), 마이코/앨리스
성우 - 코우다 카호 (일본어판) / 김도영 (한국어판) 치프. 트랜스포터로부터 현장에의 지시를 담당해, 서포트 비클의 원격 조작도 실시한다. 가족 중 낙도의 은불안도에서 살고 있는 할머니가 있다.
신몬 메구미(新門 めぐみ)
성우 - 코시미즈 아미
기지 오퍼레이터초등학교 선생님이기도 하고, 고우들이 출동으로 수업 결석한 경우는 보충수업을 받게 하는 징표적 존재. 고우가 드라이브헤드 드라이버라고 입을 잘못 놀릴 때마다 그를 나무란다.
이스루기 소쿠닌(石動 速人)
성우 - 마지마 준지 원격 조작으로 소닉 인터셉터와 소닉 제트와의 싱크로 합체 보조를 담당.
이자와 토시미치(伊沢 利通)
성우 - 카네미츠 노부아키
트랜스포터부터 지원한다.
고즈 칸지(牛頭 寛治)
성우 - 아오야마 유타카
기동 구급 경찰 장관

##### 기동 강습 경찰 소속
쿠로에다 슌(黒江田 隼) / 현무진
성우 - 미즈시마 타카히로 (일본어판) / 심규혁 (한국어판) S.I.B.MAX 드라이버. 100년에 한 명이라고 불릴 정도의 천재 드라이버라고 불릴 정도의 실력을 가진 청년. 첫 등장 때는 지명수배 중인 카리 유키 박사를 쫓고 있었다. 그리고 기동구급경찰 이외 유일하게 드라이브 헤드의 운전자를 아는 인물. 고우들의 용기 있는 구조 활동에 감탄하고 있다.

##### 기타
하루노 카스미(春野 かすみ) / 강수미
성우 - 이와이 에미리 (일본어판) / 김새해 (한국어판) 고우들이 다니는 타카토미 초등학교의 아이돌로, 남자에게 있어서 동경하는 존재. 고우와 같은 반 친구지만 출동을 위해서라고는 하지만 화장실이라 칭하며 수시로 수업을 빠져나가는 그를 비웃을 정도의 존재로밖에 인식하지 않는 여자아이.  드라이브 헤드에 유독 소닉 인터셉터 드라이버를 동경하지만 정작 본인은 드라이버가 키가 크고 잘생겼다고 믿으며 소닉 인터셉터 드라이버가 고우인 것은 알 길이 없다(고우가 드라이버인 것은 절대 비밀이라는 것을 아버지와 메구미에게 엄명받고 있기 때문).  사악 AI로 인해 기동구급경찰본부의 기지 기능이 몇 개 정지돼 있을 때 고우가 출격 때 사용하는 체육관 창고 입구로 들어가버려 기동구급경찰본부인 줄 모르고 와버렸다. 사이클론 인터셉터의 드라이버를 만날 수 있지 않을까 생각하고 있었지만, 그 때는 감기로 흐물흐물했기 때문에 사이클론 바이퍼의 격납고에서 의식을 잃어, 깨달았을 때는 보건실의 침대 위에서, 꿈오치 같은 형태로 끝나 버렸다(마음속으로는 꿈이 아니라고 확신한다).밖을 걷다가 기동구급경찰에서 키우는 액셀과 재회하면서 그건 꿈이 아니라 현실이라고 확신했고 사이클론 인터셉터 운전자는 고우가 아닐까 하는 확신도 언급하는 모습. 고우가 화장실에 가 있는 동안 사이클론 인터셉터가 나오고 있다고 해서 나름의 가설을 세우고 있다.

##### 악당

###### 카리가리 박사와 그 부하
카리가리 / 칼가리 박사
성우 - 이와이 에미리 (일본어판) / 임채헌 (한국어판) 11화부터 등장. 극도로 자존심이 강하고 도도한 성격을 지닌 천재 과학자를 자칭하는 매드 사이언티스트. 유스케와 아키라를 이용해 여러 사건을 일으키고 기동구급경찰과 드라이브 헤드에 도전장을 내민다.  과거에는 고우의 아버지인 차다 기술부장과 사이엔지 사령의 드라이브헤드 계획과 병행한 또 다른 프로젝트의 리더였다. 하지만 완성된 머신(극중에서는 이족보행 로봇의 실루엣이 나왔을 뿐)은 매우 우수했지만, 대신 조종자의 안전이 일체 외시되었던 것과 자신의 도도함이 원수가 되어, 격분한 상층부가 프로젝트를 드라이브헤드 계획으로만 단일화를 결정했기 때문에 프로젝트의 중지와 해산을 선고받는다.자신의 자존심을 심하게 손상시키는 결과에 격노해 얼마 지나지 않아 서원사들과 멱살을 가르며 조직을 떠났고 자신을 자른 의경에 복수하기 위해 한때 잠적해 있던 해외에서 돌아왔다.특히 차다 기술부장에 대해서는 기계의 결함을 지적해 프로젝트를 중지시킨 것에 깊은 원한을 품고 있어, 그것은 살의나 다름없다.복수심에는 사로잡혀 있어도 무익한 살생은 하지 않았고, 한번 우두장관을 인질로 잡고도 역할을 마치면 무사히 돌려주고 있다.  반면 사사가와 아나운서의 열렬한 팬으로 항상 TV뉴스를 보며 그녀의 운세 코너 등을 기대하고 있는데다 그녀가 위기에 처했을 경우 도움을 주는 등 지극히 인간적인 면모를 보인다.  사악 AI의 존재를 깨닫고 나서는 그것을 대처하는 데 전력을 계속 쏟는다.대사악 AI 바이러스 개발과 악의 드라이브헤드 1대를 노획해 자신들의 탑승기로 개량작업을 벌여 자신이 개발한 조종시스템을 사용하고, 기동구급경찰과 기동강습경찰과 함께 용상 AI=아크와 악의 드라이브헤드 군단과 싸우다가 결국 자폭해 소식이 묘연해졌지만 테라 출현과 동시에 다시 앞무대에 모습을 드러내 몰래 수거한 사이클론 인터셉터에 자체 개조해 사이클론 바이퍼로 달려온 고우에게 돌려주는 것이었다.게다가 드라이브 헤드 운전자의 정체에 관해서는 오래전부터 알고 있던 모습이어서 고우가 사이클론 바이퍼에서 내려왔을 때는 크게 놀라지 않았다.

#### 방송국
| 방송 기간                   | 방송 시간            | 방송국                                               | 대상 지역                                             | 비고                        |
| --------------------------- | -------------------- | ---------------------------------------------------- | ----------------------------------------------------- | --------------------------- |
| 2017년 4월 15일 - 12월 23일 | 토요일 7:00 - 7:30   | TBS 텔레비전 (제작국) 외 · TBS 계열 총 28국 네트워트 | 아키타현, 후쿠이현, 도쿠시마현, 사가현 제외 일본 국내 | 애니메이션 세러데이 630 2부 |
| 2017년 6월 4일 -            | 일요일 17:30 - 18:00 | 키즈 스테이션                                        | 일본 국내                                             | CS 방송                     |

| 전달 기간                   | 갱신 시간 | 전달 사이트               | 비고                                          |
| --------------------------- | --- | ------------------------- | --------------------------------------------- |
| 2017년 4월 15일 - 12월 23일 | 토요일 7:30 갱신 | TVer                      | 최신화 한정 무료 전달                         |
| 토요 갱신                   | TBS FREE GYAO! | 최신화 한정 무료 전달     | 2017년 4월 19일 - 12월 27일                   |
| 수요 갱신                   | 애니메이션 자유로이 U-NEXT 아마존 비디오 히카리 TV RakutenShowtime dTV 게오 채널 DMM VIDEX HAPPY! 동영상 구글 플레이 유튜브 비디오 마켓 TBS 온디맨드 | 4일 지연·유료 전송        | 2017년 4월 20일 - 12월 28일                   |
| 목요 갱신                   | | 비디오 패스 JCOM 온디맨드 | 5일 지연·유료 전송                            |
| 2017년 4월 21일 - 12월 29일 | 금요 갱신 | TSUTAYA TV                | 6일 지연·유료 전송                            |
| 2017년 4월 22일 - 12월 30일 | 토요 갱신 | YouTube 코로코로          | 1주일 지연·무료 전송                          |
| 2018년 4월 21일 -           | | Paravi                    | 1년 지연·유료전송·유료회원은 모두 무제한 시청 |

| 전달 기간                  | 갱신 시간        | 전달 사이트                       | 비고                                            |
| -------------------------- | ---------------- | --------------------------------- | ----------------------------------------------- |
| 2018년 1월 20일 - 8월 18일 | 토요일 7:30 갱신 | TVer / TBS FREE / GYAO! / YouTube | 매월 셋째 주 토요일 갱신·무료 전송              |
| 2018년 4월 21일 -          |                  | Paravi                            | 3개월 지연·유료전송·유료회원은 전편 무제한 시청 |

### 영화
〈영화 드라이브 헤드~토미카 하이퍼 구조 기동구급경찰〉의 제목으로 2018년 8월 24일 개봉했다. 본작에서는『극장판 내 친구 호비 시리즈』와 같이 상영관내에서는 조명을 약간 어둡게 하거나 음량을 조금 줄임으로써 안심하고 영화관에 데뷔하는 아이들을 위한 배려 외 《신칸센 변형로보 신카리온 THE ANIMATION》의 캐릭터 및 메카가 우정 출연한다. 게스트 성우로서 트렌디 엔젤이 텔레비전 시리즈판에 이어 연임 외, 이토 켄타로가 출연한다.극중에서는, 서포트 비클로서 각 팀의 컬러를 모방한 닛산 GT-R가 등장해, 영화 개봉과 병행해 토미카도 발매되었다. 흥행 수입은 1억엔.
2018년 10월부터는 본 작품을 분할·재편집한 WEB판의 전송이 시작되었다.